# MeteoGroup Nederland

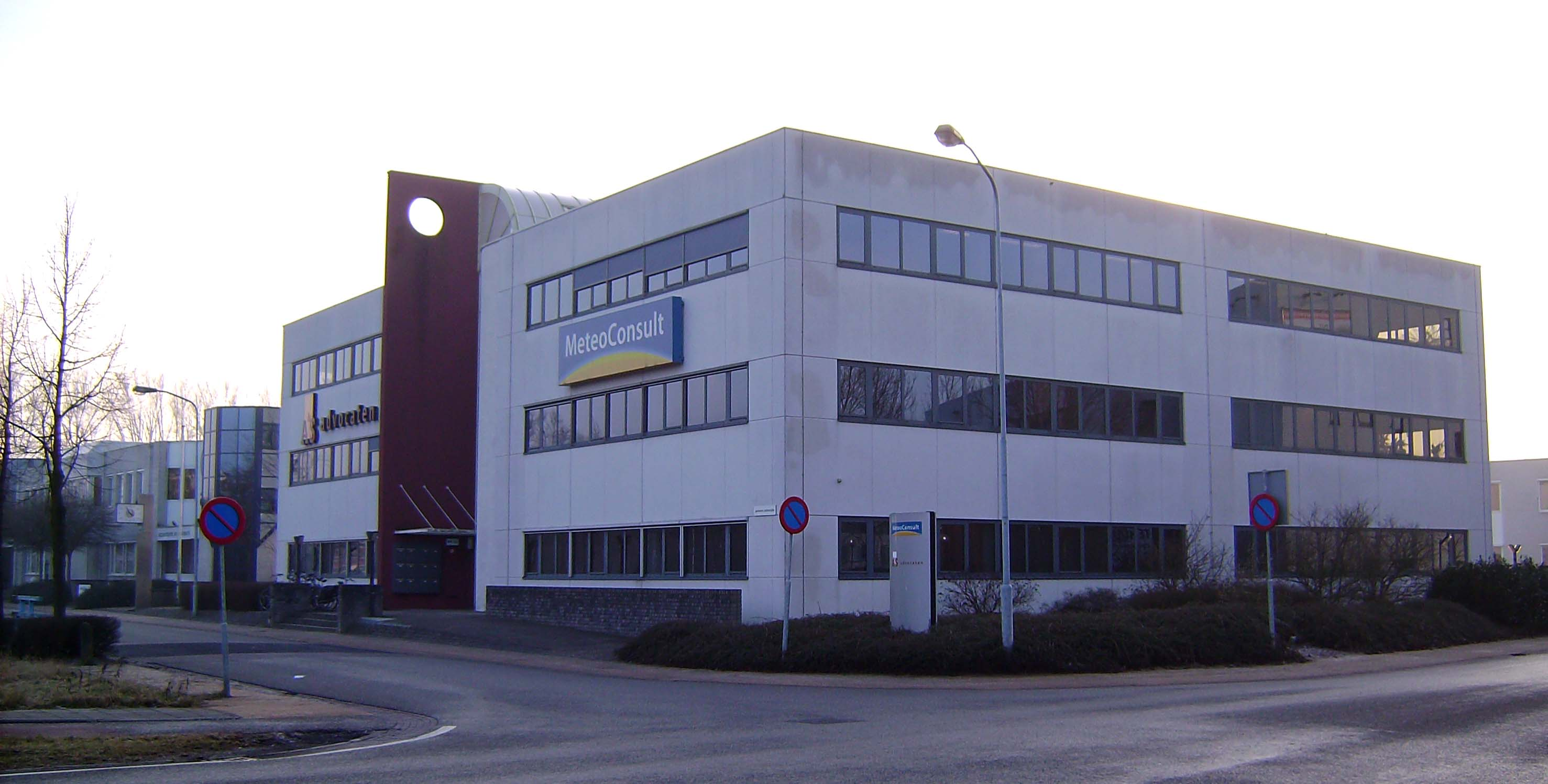
Voorheen hoofdkantoor van MeteoGroup Nederland in Wageningen

MeteoGroup Nederland was een Nederlands weerbedrijf dat in 1986 als Meteo Consult werd opgericht door o.a. Harry Otten en Wim van den Berg. Het bedrijf vervaardigt voor verschillende instanties weerberichten zoals RTL 4. Begin 2020 is het bedrijf overgenomen door het Amerikaanse bedrijf DTN. Het gaat verder onder deze naam.
MeteoGroup Nederland is onderdeel van MeteoGroup dat naast Nederland ook actief is in vier andere Europese landen. Met haar 150 medewerkers is dit het grootste weerbedrijf van Europa, met het hoofdkantoor voorheen gevestigd in Wageningen. De Belgische dependance heet Meteo Services en is in Leuven gevestigd. Deze verzorgt weerberichten voor onder andere VTM en de krant Le Figaro.
Naast de bovengenoemde activiteiten is het bedrijf ook actief op het internet. Via haar sites worden verschillende weerdiensten (tegen betaling) aangeboden. Deze betaalde weerdiensten vallen onder de naam Meteo 24.
In 2018 nam het Zwitserse bedrijf Thyssen-Bornemisza Group AG, dat eigenaar is van weerbedrijf DTN, MeteoGroup over van investeerder General Atlantic. Begin 2020 werden de publieksactiviteiten van het online platform weer.nl voortgezet onder verantwoording van Talpa Network.
Bekende (oud-)medewerkers zijn:
- Harry Otten
- Gerrit Hiemstra
- John Bernard
- Reinier van den Berg
- Margot Ribberink
- Jordi Bloem
- Amara Onwuka
- Helga van Leur
- Dennis Wilt